# Ribes laciniatum
Ribes laciniatum là một loài thực vật có hoa trong họ Grossulariaceae. Loài này được Hook. f. & Thomson miêu tả khoa học đầu tiên năm 1858.